# Velodromul Olimpic din Rio

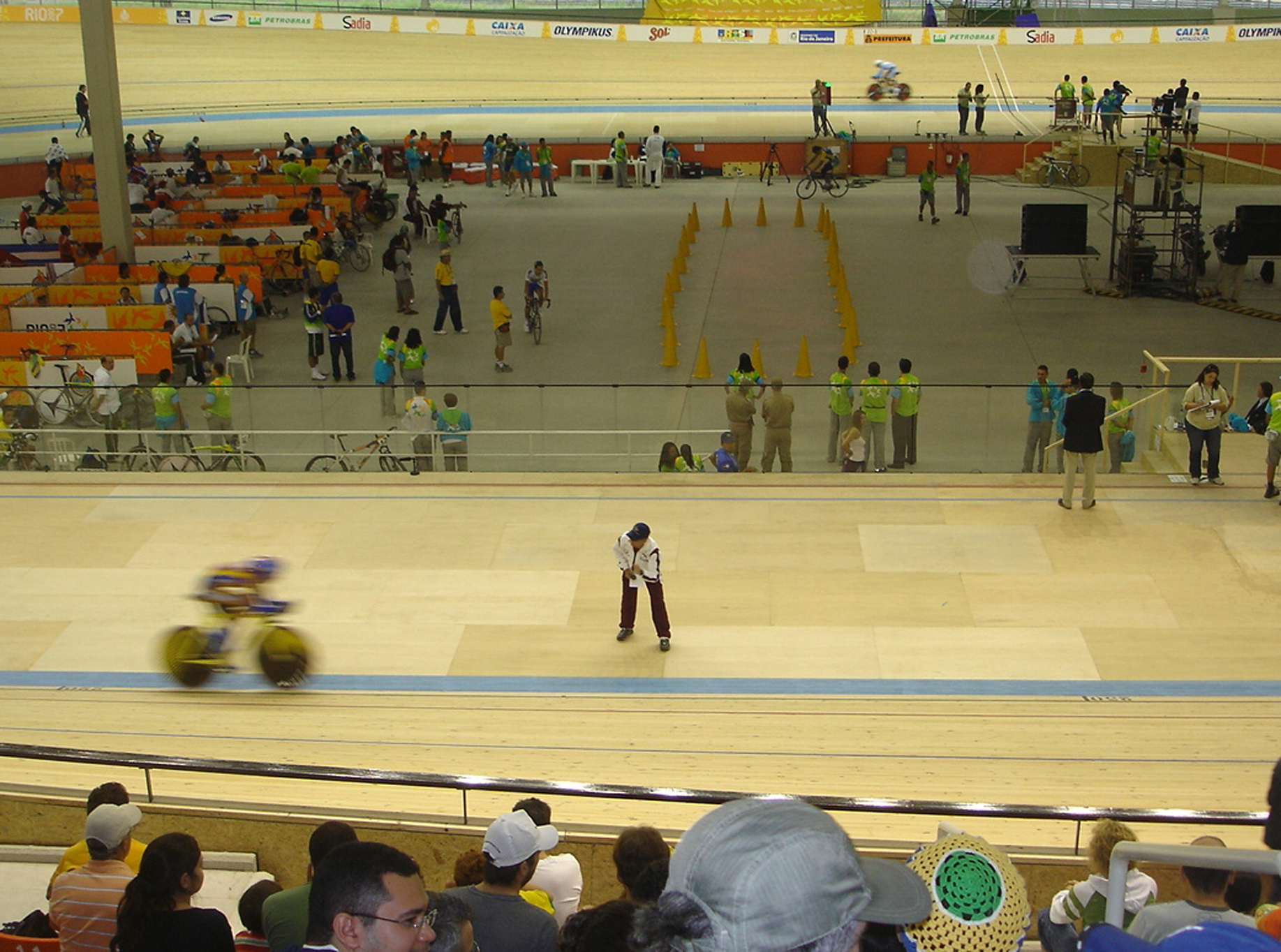
Velodromul în timpul Jocurilor Panamericane din 2007

Velodromul Olimpic din Rio, fostul Velodromul din Barra, este o pistă de ciclism din Rio de Janeiro, Brazilia. Este situat în cartierul Barra da Tijuca, în zona de est a orașului, în apropierea de HSBC Arena și de circuitul Autódromo Internacional Nelson Piquet.
Construit pentru Jocurile Panamericane din 2007 la un cost de 7 milioane de dolari, Velodromul din Barra a fost prima instalație de antrenament din oraș pentru cicliștii pe pistă. După Jocurile Panamericane a adăpostit o școală de ciclism pentru copii din cartierele sărace. Totuși, a fost demolat câteva ani mai târziu în cadrul pregătirilor pentru Jocurile Olimpice de vară din 2016: reabilitarea clădirii ar fi fost la fel de costisitoare ca reconstrucția.
Noul velodrom, redenumit „Velodromul Olimpic din Rio”, a fost construit începând cu februarie 2015 ca parte noului Parc Olimpic din Barra pentru găzduirea probelor de ciclism pe pistă la Jocurile Olimpice și la Jocurile Paralimpice de vară din 2016. Viitoarea structură va avea o capacitate de 5.000 de locuri permanente și de 800 de locuri temporare. Pista din lemn de pin de Siberia va avea o lungime de 450 m; va fi înclinată la un unghi de 12° la cel mai de lin punct și la un unghi de 42° la cel mai abrupt punct. Până în ianuarie 2016, velodromul nu era încă finalizat.